# Cortinarius splendens
Il Cortinarius splendens Rob. Henry 1939 è un fungo che nasce sotto le Latifoglie nei periodi da settembre in poi; ha un bel colore giallo e arancione nel cappello e le lamelle giallo oro.
Data la sua somiglianza si confonde con il Tricholoma equestre dapprima commestibile ed ora sotto osservazione per vari casi di avvelenamento con esito mortale in Francia.